# كيني براك
كيني براك (بالسويدية: Kenny Bräck)‏ مواليد 21 مارس 1966 في فارملاند، هو سائق فورملا 1 بريطاني.

## سباقات شارك فيها
- البطولة الأمريكية لسباق السيارات
- بطولة فورمولا 3 البريطانية
- سلسلة إندي كار
- إنديانابوليس 500

## وصلات خارجية
- كيني براك على موقع Racing-Reference.info (الإنجليزية)
- كيني براك على موقع DriverDB.com (الإنجليزية)
- كيني براك على موقع eWRC-results.com (الإنجليزية)

- الموقع الرسمي